# David Lammy
David Lindon Lammy (Londen, 19 juli 1972) is een Britse jurist en politicus voor de Labour Party. Hij is sinds 2000 lid van het Lagerhuis voor het district Tottenham. Tussen 2002 en 2010 bekleedde hij verschillende posten in de regeringen van Tony Blair en Gordon Brown. Hij kreeg als parlementarier in het Verenigd Koninkrijk landelijke bekendheid door zijn afgewogen optreden tijdens de rellen van 2011 en zijn uitgesproken kritiek op het Brexit-proces. 
In het schaduwkabinet van Keir Starmer had hij de portefeuille buitenlandse zaken. In het kabinet-Starmer werd hij in juli 2024 Foreign Secretary, minister van Buitenlandse Zaken.

## Jeugd en opleiding
Lammy werd geboren in Tottenham in Noord-Londen. Daar maakte hij in 1985 rassenrellen mee waarbij een politieman werd vermoord. Hij groeide in vrij armoedige omstandigheden op maar kreeg een beurs voor de koorschool van de kathedraal van Peterborough. Hij studeerde aan de School of Oriental and African Studies van de Universiteit van Londen en rondde vervolgens een rechtenstudie af aan Harvard Law School in de VS. In 1994 werd hij als advocaat toegelaten tot de balie in Engeland en Wales.

## Politieke carrière
In 2000 werd hij namens de Labour Party gekozen tot lid van het Lagerhuis voor het kiesdistrict Tottenham. Twee jaar later kreeg hij zijn eerste politieke ambt als onderminister in de regering van Tony Blair. Tussen 2002 en 2010 bekleedde hij posten bij de ministeries van volksgezondheid, algemene zaken, cultuur, media en sport, innovatie en economische zaken. In 2008 werd hij benoemd tot lid van de Privy Council. Hij werd in die tijd wel ‘the black Tony Blair’ genoemd.
Toen Labour de verkiezingen van 2010 verloor sloeg Lammy het aanbod af om zitting te nemen in het schaduwkabinet; hij wilde zich niet hoeven te beperken tot één onderwerp. Lammy geeft zelf aan dat zijn belangstelling als politicus ligt bij volksgezondheid, economisch herstel, kunst en cultuur, onderwijs en ontwikkelingssamenwerking.
In de zomer van 2011 braken er heftige rellen uit in Lammy’s kiesdistrict Tottenham. Hij kreeg waardering voor zijn afgewogen oordeel en de manier waarop hij de rust probeerde te herstellen. Hij veroordeelde het geweld en de plunderingen, maar weigerde de daders af te doen als mensen zonder enig moreel besef. Hij schreef een boek waarin hij twee oorzaken aanwees voor de rellen: toegenomen hedonisme in de samenleving waardoor mensen zich niet meer met elkaar verbonden voelen, en de neiging van de overheid om alleen in financiële termen te denken. In 2015 deed Lammy een vergeefse poging om de Labour-kandidaat voor het burgemeesterschap van Londen te worden.
Na de brand in de Grenfelltoren in 2017 liet Lammy zich zeer kritisch uit over het huisvestingsbeleid van de lokale overheid en eiste dat de verantwoordelijken zouden worden aangeklaagd voor dood door schuld. In 2018 wist hij met vragen aan de minister van Binnenlandse Zaken de aandacht te vestigen op het Windrush-schandaal waarbij duizenden burgers ten onrechte werden aangemerkt als illegale migranten. Hij is een felle tegenstander van Brexit, die hij in januari 2019 in een veelbesproken toespraak in het Lagerhuis omschreef als bedriegerij en oplichterij.
In 2020 publiceerde hij een tweede boek: Tribes: how our need to belong can make or break the society. Hierin beschrijft hij zowel de positieve kanten van het je verbonden voelen met een sociale groep, als de maatschappelijke risico's van polarisatie en rivaliteit tussen groepen.
In het schaduwkabinet van Keir Starmer was Lammy van 2020-2021 schaduwminister van justitie. Op 29 november 2021 kreeg hij de schaduwportefeuille buitenlandse zaken. Na de Lagerhuisverkiezingen van 4  juli 2024 werd hij in het kabinet-Starmer Foreign Secretary, minister van buitenlandse zaken.

## Publicaties
- Out of the Ashes: Britain after the Riots. 2011
- Tribes: how our need to belong can make or break the society. 2020